# Zaleptus richteri
Zaleptus richteri is een hooiwagen uit de familie Sclerosomatidae.